# Black Stone Cherry (album)
Albums de Black Stone Cherry
Folklore and Superstition
(2008)
Singles
1. Lonely Train
Sortie : 18 juillet 2006
2. Hell and High Water
Sortie : 11 novembre 2006
3. Rain Wizard
Sortie : 10 juillet 207

Black Stone Cherry est le premier album du groupe de hard rock américain, Black Stone Cherry. Il a été réalisé le 18 juillet 2006 sur le label Roadrunner Records.

## Historique
L'album fut enregistré aux Barricks Studios à Glasgow dans le Kentucky au début de l'année 2006. Il fut produit par David Barrick et Richard Young (père de John Fred Young et membre du groupe country The Kentucky Headhunters).
L'album se classa à la 90e place du Billboard 200 aux États-Unis. Il comprend les trois premiers singles du groupe, Lonely Train, Hell and High Water' et Rain Wizard qui se classeront tous les trois dans les charts du magazine Billboard.
L'album compte la reprise d'un standard des Yardbirds, Shapes of Things. L'organiste Reese  Wynans (ex-Captain Beyond et Stevie Ray Vaughan Band) participe avec son orgue Hammond B-3 sur deux titres de l'album, Rollin'On et Tired of the Rain.

## Liste des titres
- Tous les titres sont signés par Black Stone Cherry sauf indication.

1. Rain Wizard - 3:24
2. Backwoods Gold - 3:06
3. Lonely Train - 3:50
4. Maybe Someday - 3:47
5. When the Weight Comes Down - 3:35
6. Crosstown Woman - 3:36
7. Shooting Star - 3:12
8. Hell and High Water - 4:05
9. Shapes of Things (Paul Samwell-Smith, Keith Relf, Jim McCarty) - 3:05
10. Violator Girl - 3:23
11. Tired of the Rain - 3:15
12. Drive - 3:04
13. Rollin' On - 4:59

## Musiciens
- Chris Robertson: chant, guitares lead, rythmique et slide
- Ben Wells: guitares lead et rythmique, sitar électrique, chœurs
- John Lawhon: basse, chœurs
- John Fred Young: batterie, percussions, chœurs

avec
- Reese Wynans: orgue Hammond B-3 sur Rollin' On  et Tired of the Rain

## Charts
Chart album
| Pays       | Durée du classement | Meilleur classement |
| ---------- | ------------------- | ------------------- |
| États-Unis | 3 semaines          | 90e                 |

Charts singles (USA)
| Chart                  | Titre               | Durée du classement | Meilleur classement |
| ---------------------- | ------------------- | ------------------- | ------------------- |
| Mainstream Rock Tracks | Lonely Train        | 15 semaines         | 14e                 |
| Mainstream Rock Tracks | Hell and High Water | 16 semaines         | 30e                 |
| Mainstream Rock Tracks | Rain Wizard         | 11 semaines         | 29e                 |